# Bianca (Leighton, 1862)
Bianca és una pintura a l'oli sobre tela pintada el 1862 per l'artista prerafaelita Frederic Leighton, comptant amb Dorothy Dene com a model. L'obra pertany a la Royal Collection d'ençà que va ser adquirida pel rei Eduard VII d'Anglaterra.